# Szegecs

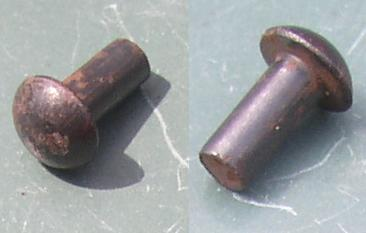
Félgömbfejű szegecs

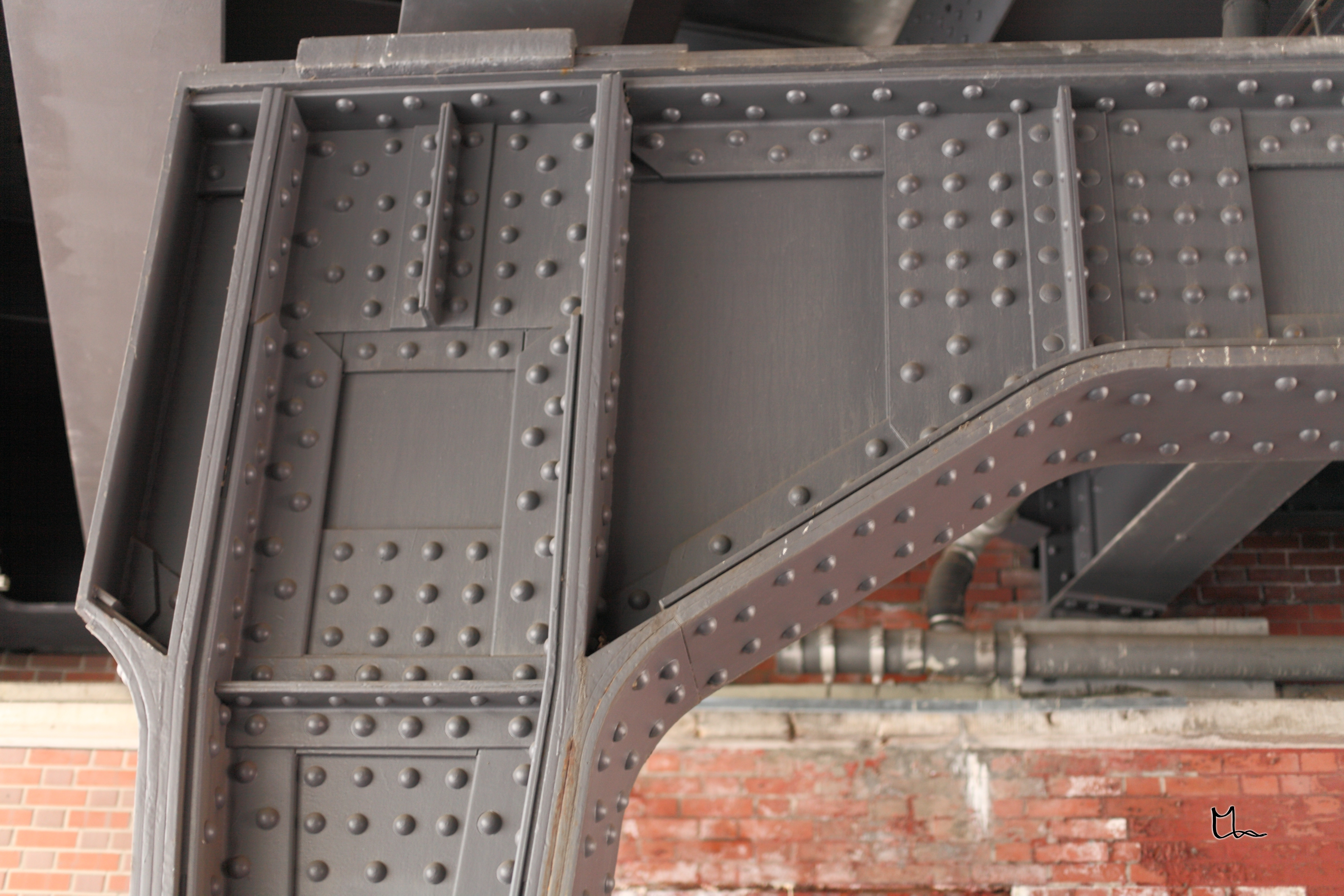
Szegecselt acélszerkezet

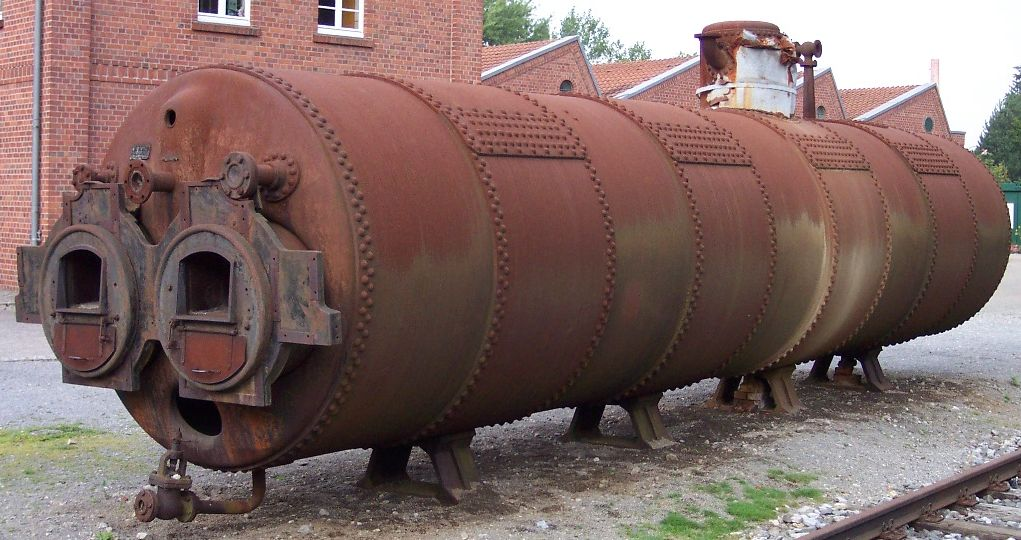
Szegecselt kazán

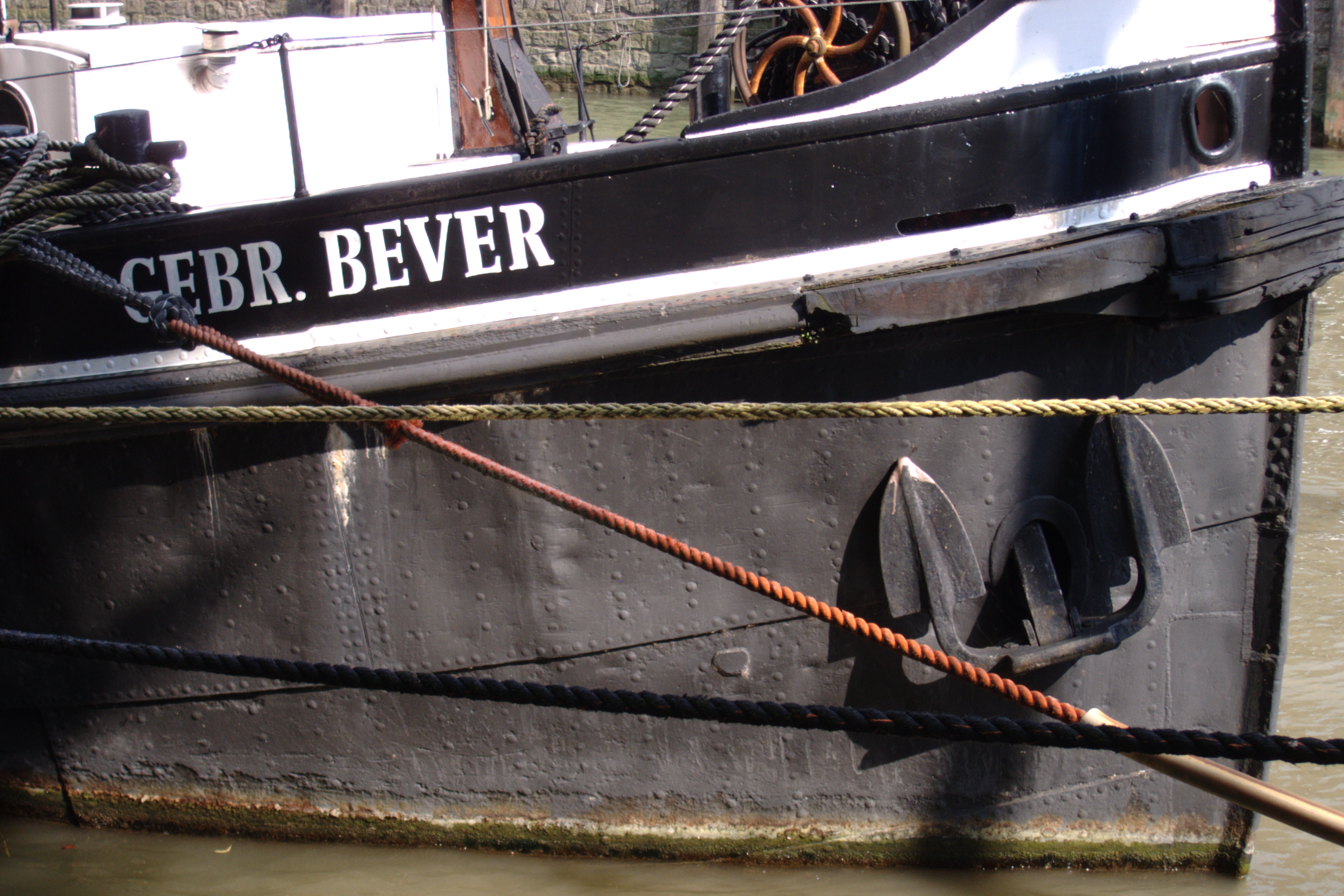
Szegecselt hajótest

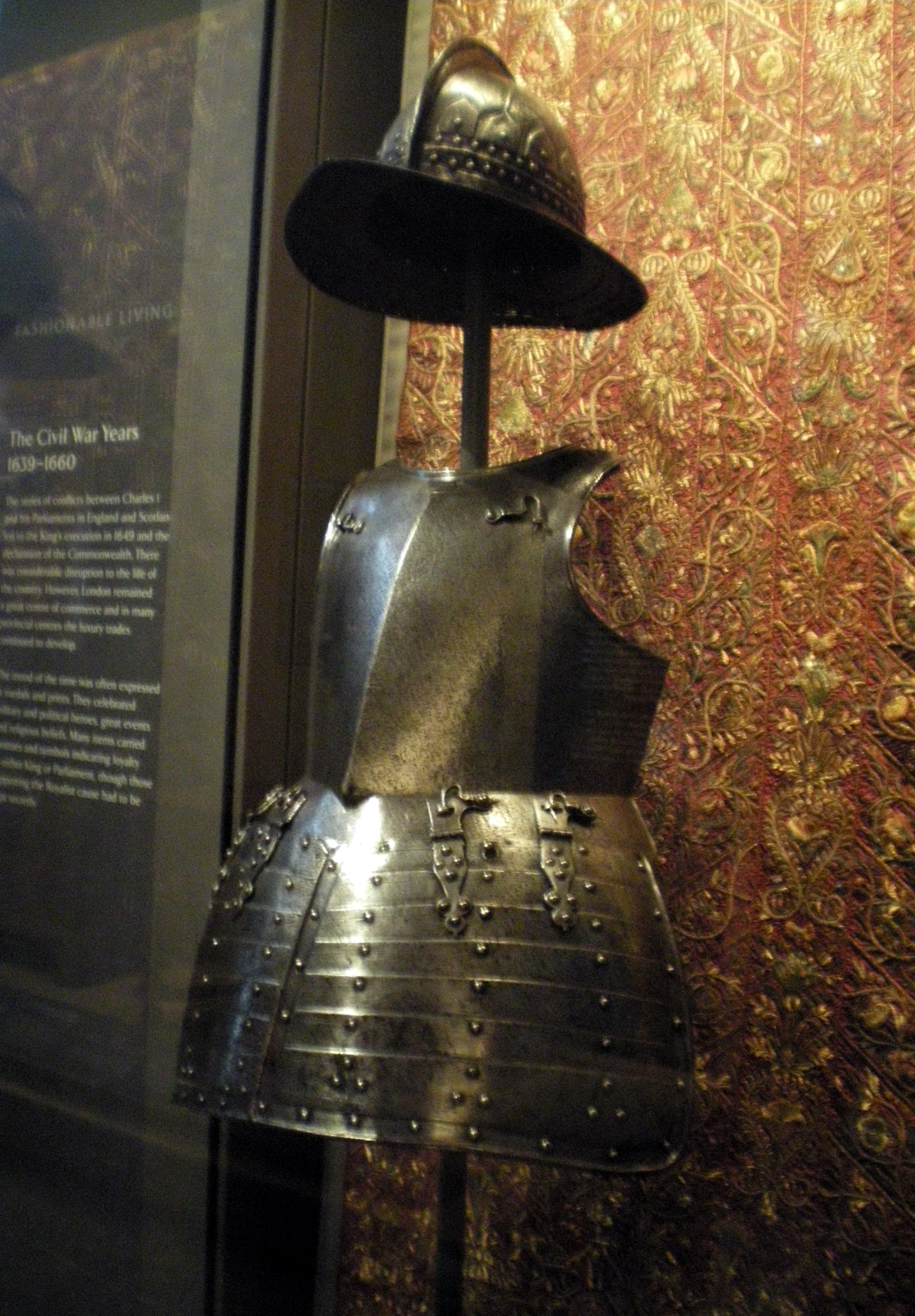
Szegecselt páncél

A szegecs főleg a gépgyártásban és acélszerkezetekben használt kötőelem. A szegecskötést két egymásra lapolt lemez vagy lemezszerű alkatrész között létesített, roncsolás nélkül nem oldható kötés. A klasszikus szegecs hengeres szárból és különböző alakú fejből álló legtöbbször acél alkatrész. A szegecs egyik oldalán előre elkészítik a fejet, ezt gyámfejnek hívják.  A szegecsekhez az összekötendő lemezeket (lehetőleg együtt) kifúrták, kisebb átmérőknél alárendeltebb esetben kilyukasztották, befűzték a szegecset és a méretektől és az anyagminőségtől függően hidegen vagy melegen összekovácsolták. A 19. században a lemezek összeerősítésére gyakorlatilag a csavarkötésen kívül csak a szegecskötés volt alkalmas. Az izzó állapotban behelyezett majd lekovácsolt szegecs lehűléskor gátolt hőtágulást szenved: a közrefogott elemek nem engedik meg a hosszirányú zsugorodását, így feszültség alakul ki benne, és a közrefogott elemeket nagy erővel összeszorítja. Sugárirányban a szár zsugorodását semmi sem gátolja, így a furat és a szegecsszár között hézag keletkezik. A szegecs tengelyére merőleges erőt az ilyen kötés csak súrlódással tudja átvinni.
A szegecskötéseket már a bronzkorban használtak, vasból készült szerkezetekben a szegecskötéseket rendszerint kovácsok készítették. Az ipari forradalom óta a hegesztés széles körű alkalmazásáig a nyomástartó edények, kazánok és acélszerkezetek (hidak, emelőgépek, épületek vázai, hajók), szegecseléssel készültek.

## Acélszegecsek
A hagyományos acélszegecseket kovácstűzön vörös izzásig felhevítették, majd a szegecset betolták az előkészített furatba, egyik oldalról ellentartották a szegecs fejét, a másik oldalról homorú félgömb alakú szerszámmal lekovácsolták a szegecs kiálló hengeres végét. Kisebb kötéseket kézzel szegecselték, a nagyobb szegecsekhez préslég kalapácsot használtak. Léteznek hidraulikus vagy mechanikus célszerszámok is, melyekkel egyetlen kezelő is végrehajthatja a műveletet. Ezek U alakú készülékek, melyekkel közrefoghatók a lemezek és a szegecs. Hátrányuk, hogy csak jól hozzáférhető helyeken használhatók.
A szegecselt szerkezetű hidak, acélszerkezeteket előre szerelt nagyobb tartókból állítják össze. Így a  helyszínen csak néhány kötés elkészítésére van szükség. A szerelési hely közelében felállítanak egy kis  kovácstűzhelyet, melyet faszénnel hevítenek a falusi kovácsok évszázados módszerével. A szerelendő szegecseket a parázs közé helyezik. A szerelési helyen, ami akár néhány méterrel is távolabb lehet, előkészítik a furatot. A tűzhelynél álló kovács kérésre fogóval kiemel egy izzó szegecset a tűzből és a szegecselő munkásnak dobja, aki egy bádogól készült elkapó tölcsérrel fogja el, beilleszti a furatba és megfelelő szerszámmal ellentart a gyámfejen, majd a légkalapáccsal kialakítja a zárófejet.
A szabványos acélszegecsek felhasználásuktól függően többféle fejjel készültek: 
1. félgömbfejű szegecs - acélszerkezetekhez
2. kazánszegecs
3. peremes szegecs - a gyámfej átmérője nagyobb
4. tartályszegecs
5. süllyesztett fejű szegecs
6. lencsefejű szegecs - hajókhoz
7. trapézfejű szegecs - hajókhoz
8. lemezszegecs - vékony lemezekhez

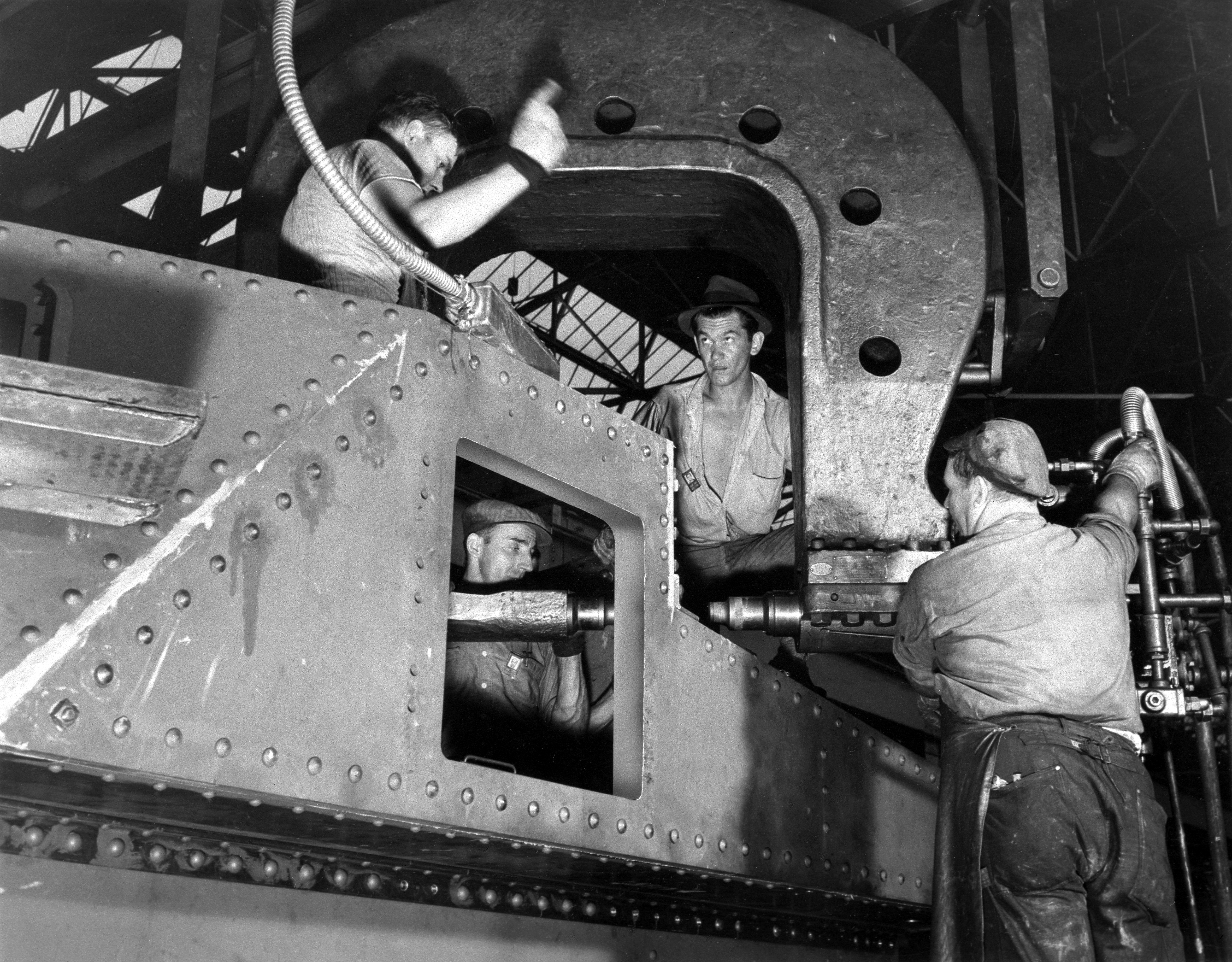
M3 páncélos szegecselése
Kézi szegecselés folyamata
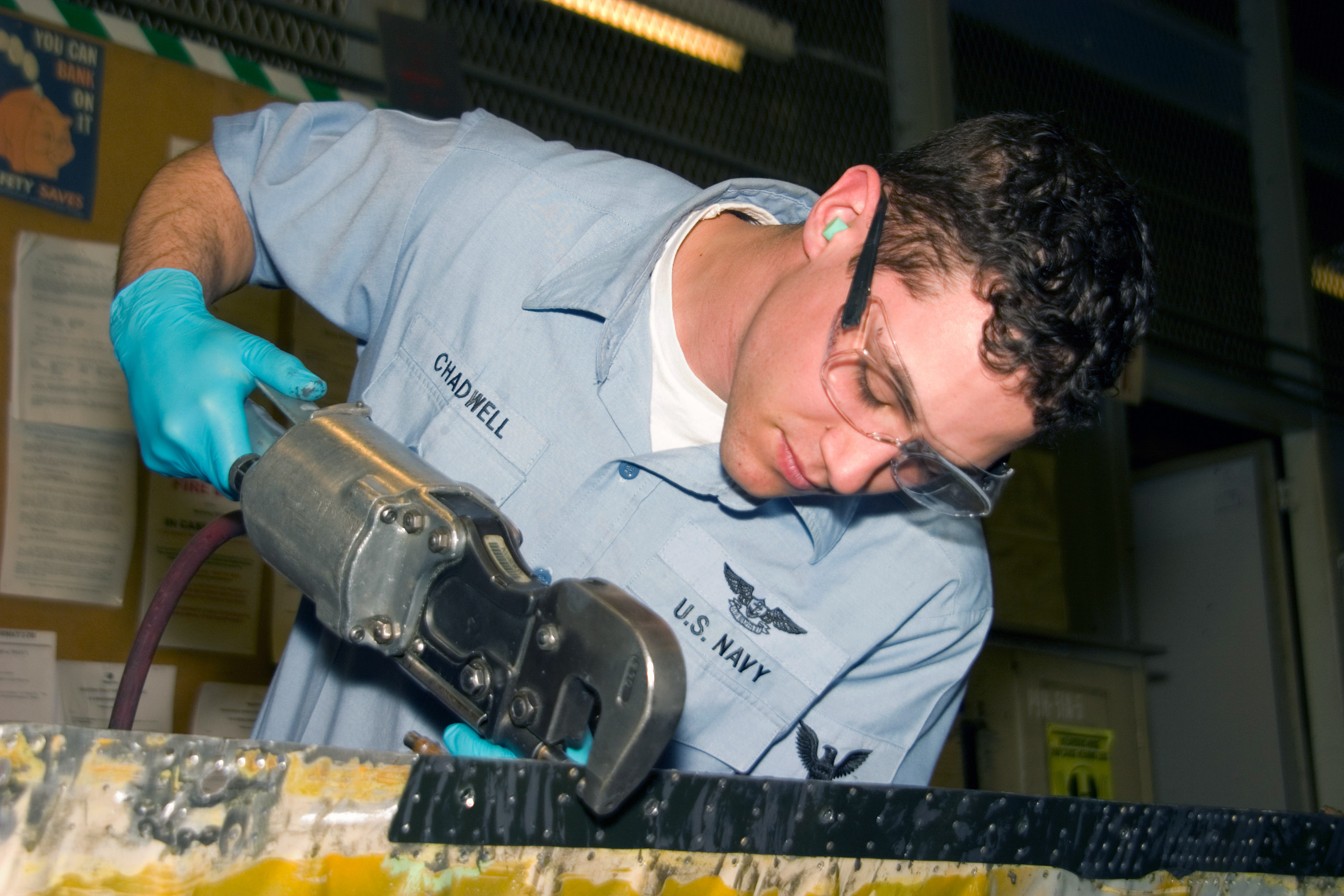
Repülőgép alkatrész javítása szegecseléssel
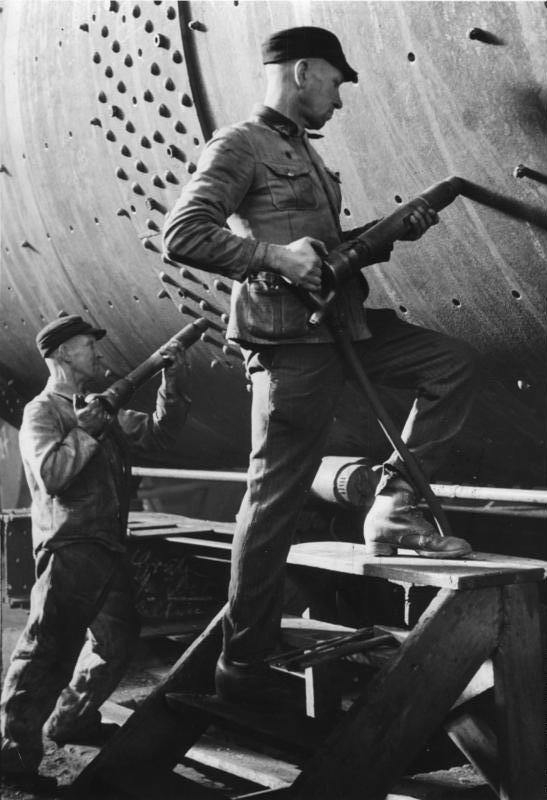
Kazánok szegecselése légkalapáccsal
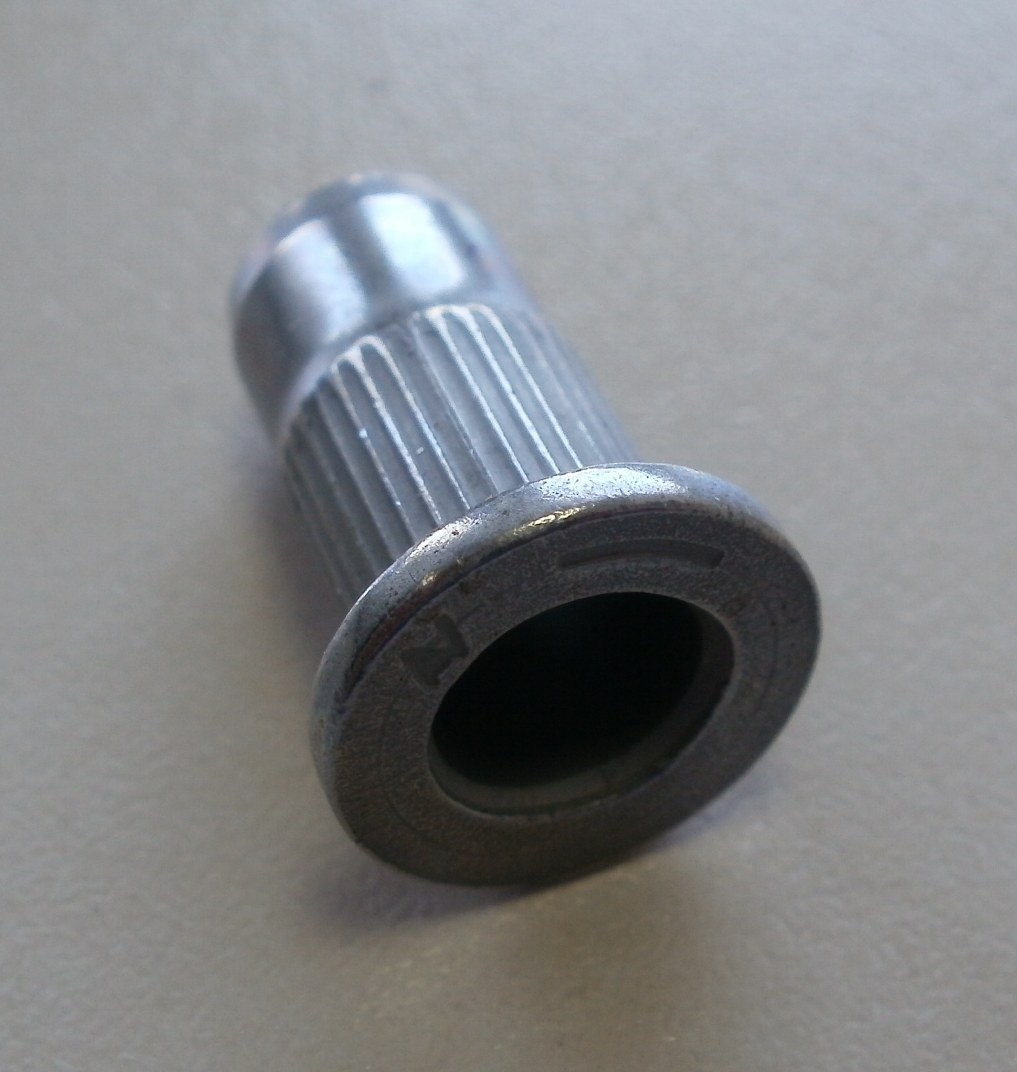
Csőszegecs
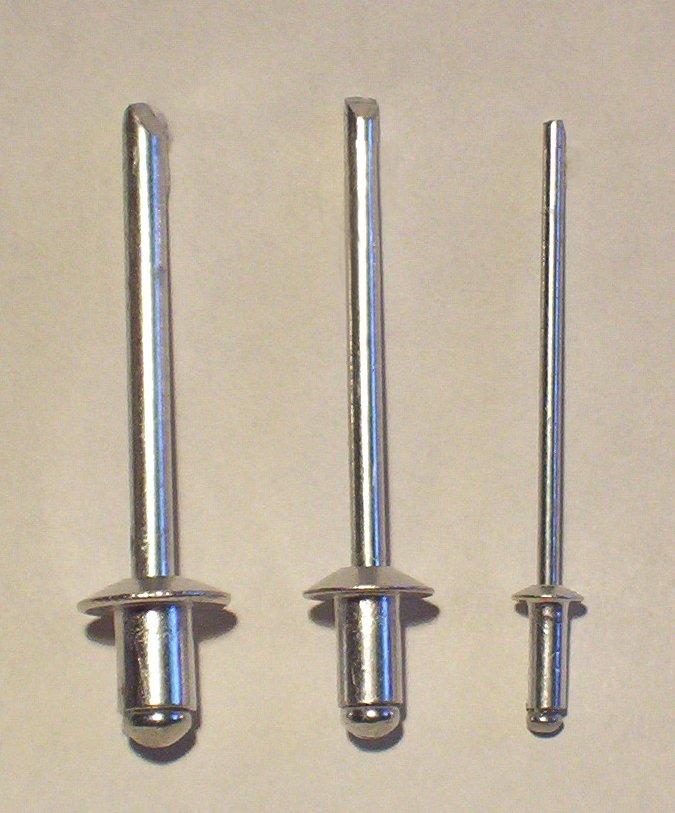
Pop szegecsek
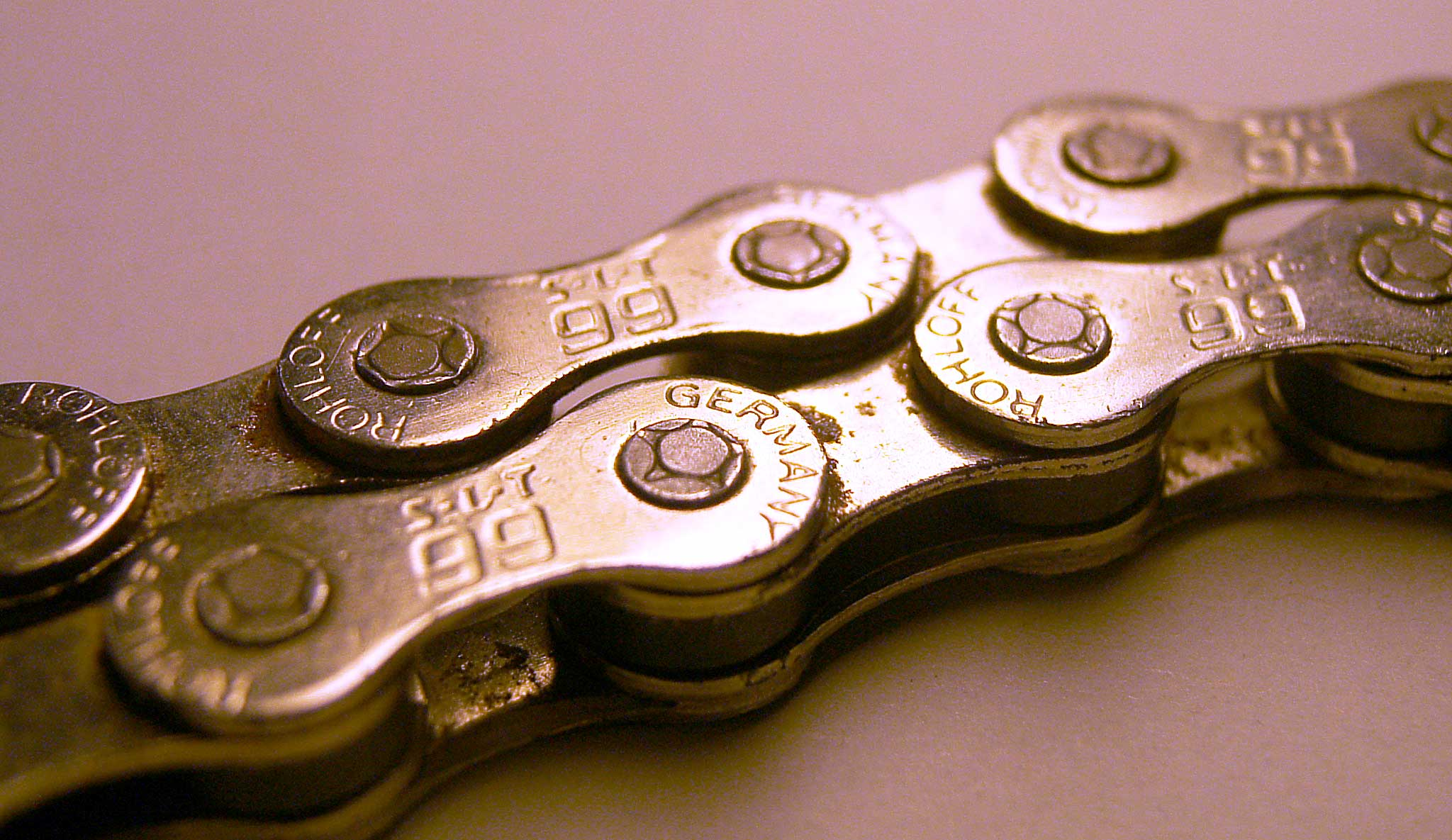
Hajtólánc

## Különleges szegecsek
- Csőszegecs vékony cső, melynek egyik végét előre, másik oldalon szerelés közben peremezik ki. Csak kisebb igénybevételre használható, gyakori bőráruknál (szíjak, cipők) és ruháknál (farmer).
- POP szegecs szintén egy fajta csőszegecs, melybe egyik végén a csőfuratnál nagyobb átmérőjű fejjel gyártott szeg illeszkedik, másik oldala gyámfejnek van kiképezve. Szereléskor a szegecset fejjel előre behelyezik a furatba, majd egy különleges fogóval kihúzzák a szeget, miközben a szerszám másik fele ellentart a szegecsnek. Ekkor a fej deformálja a szegecs másik oldalát és így rögzíti. A POP szegecs előnye a könnyű és gyors szerelés és az, hogy ehhez a szegecshez csak az egyik oldalról kell hozzáférni.
- Hajtóláncok láncszemeinek összekapcsolásához olyan megmunkált szegecseket használnak, melyek középső hengeres része nagyobb átmérőjű a szegecsek száránál, ez tartja a távolságot a két oldali láncszemek között. Ezeknek a szegecseknek nincs előre elkészített gyámfejük, mindkét oldal fejét szereléskor sajtolják.
- Repülőgépek lemezborítását, mely héjszerkezetek esetén nem egyszerűen csak borítás, hanem teherhordó elem is, különleges szegecsekkel szerelik, melyek belesimulnak a külső felületbe a légellenállás csökkentése érdekében.